# La Madone d'or
Pour plus de détails, voir Fiche technique et Distribution.
La Madone d'or (La madonnina d'oro) est un film dramatique italo-britannique réalisé par Ladislas Vajda et Luigi Carpentieri et sorti en 1949.
Il était considéré comme un film perdu et figurait sur la liste des 75 films les plus recherchés par le BFI, jusqu'à ce qu'une copie soit prêtée au British Film Institute par Cohen Media. Tourné sur place, un groupe de négatifs originaux et d'épreuves-contact prises par Francis Goodman sont en possession de la National Portrait Gallery de Londres.

## Synopsis
Patricia, une jeune femme britannique, hérite d'un domaine dans l'Italie rurale et abandonne son travail d'institutrice. Peu après son arrivée, elle offense le village où elle envisage de vivre en jetant accidentellement une peinture sacrée de la Madone, considérée comme porteuse de chance et protectrice de la communauté. Pour se racheter, elle part à la recherche du tableau avec l'aide d'un ancien capitaine de l'armée britannique, dans l'espoir de le ramener au village.
Une idylle naît entre elle et le capitaine, mais une bande de gamins des rues lui vole son argent. Le capitaine a recouvert la Madone de son propre tableau, Le Cavalier riant, avant qu'elle ne disparaisse.
À Naples, elle se fait d'abord rouler par Johnny Lester, un escroc britannique, et son petit acolyte italien, mais reçoit ensuite son aide pour reprendre le tableau à un riche collectionneur, Julian Migone, qui a emmené la Madone dans sa villa de Capri, au sommet d'une falaise.
Patricia, qui se fait passer pour une riche comtesse, se rend seule à Capri en bateau, mais le capitaine désargenté se voit offrir un billet par l'un des jeunes vagabonds de Naples. Elle joue le jeu de Migone qui tente de la séduire pour récupérer le tableau.
Elle et le capitaine sont arrêtés par la police lorsqu'ils tentent de remonter sur le bateau, et leurs bagages sont fouillés, mais le tableau a disparu. Il a été volé par Johnny qui réussit à le ramener sur le continent.
Patricia ramène le tableau à l'église où il est reçu avec beaucoup de cérémonie.

## Fiche technique
- Titre original italien  : La madonnina d'oro[3]
- Titre anglais : Golden Madonna
- Titre français : La Madone d'or[4]
- Réalisateur : Ladislas Vajda et Luigi Carpentieri
- Scénario : Ákos Tolnay (hu), Bruno Valeri et Dorothy Hope
- Photographie : Otello Martelli
- Montage : Otello Colangeli
- Musique : Ferdinando Ludovico Lunghi
- Décors : Guido Fiorini (it), Enzo Trapani
- Production : Saverio D'Amico, John Stafford
- Société de production : Pendennis Productions, Produttore Films Internazionali
- Pays de production :  Italie -  Royaume-Uni
- Langue originale : italien, anglais
- Format : Noir et blanc - 1,37:1 - Son mono - 35 mm
- Durée : 90 minutes
- Genre : Drame passionnel
- Dates de sortie :
  - Italie : 1949
  - Royaume-Uni : 23 mai 1949
  - France : 25 novembre 1950

## Distribution
- Phyllis Calvert : Patricia Chandler
- Michael Rennie : Mike Christie, le capitaine
- Tullio Carminati : Signor Migone
- Aldo Silvani : Don Vincenzo
- Claudio Ermelli : Antonio
- David Greene : Johnny Lester
- Pippo Bonucci : Pippo
- Franco Coop : Esposito
- Francesca Biondi : Maria
- Alfonso Bonino
- Delia Orman
- Giovanni Corporale